# توپ دانه‌ای

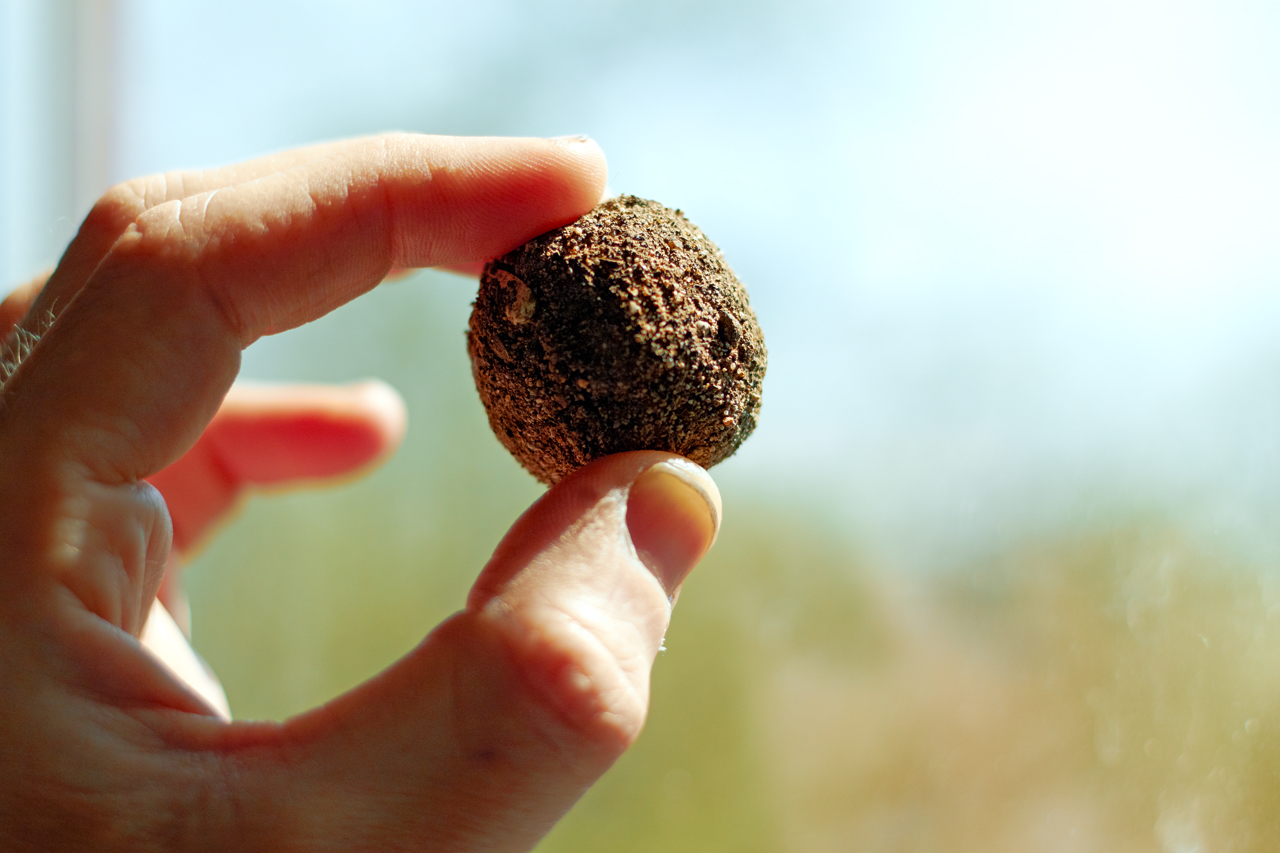
یک توپ دانه‌ای

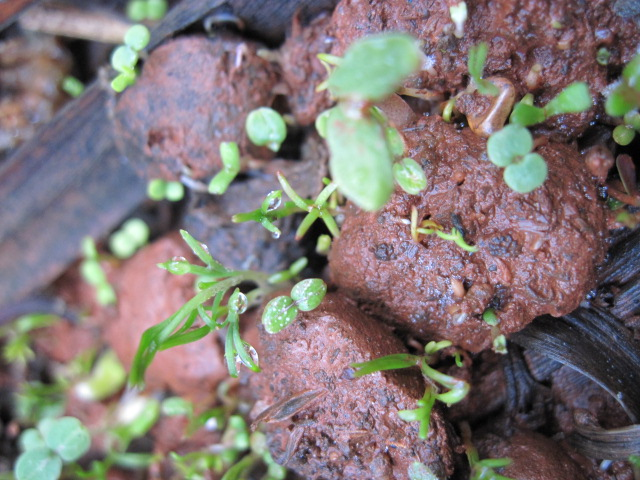
گیاهانی که از گلوله‌های دانه‌ای جوانه می‌زنند

توپ‌های دانه‌ای یا گلوله‌های دانه‌ای (به انگلیسی: Seed balls) که به عنوان توپ‌های زمینی یا nendo dango (ژاپنی: 粘土団子) نیز شناخته می‌شوند، از دانه‌هایی تشکیل شده‌اند که درون یک گلوله از خاک رس و مواد دیگر برای کمک به جوانه‌زنی آماده می‌شوند. سپس آنها را به عنوان نوعی "باغبانی چریکی" در زمین‌های خالی و روی حصارها پرتاب می‌کنند. موادی مانند هوموس و کمپوست اغلب در اطراف دانه‌ها قرار می‌گیرند تا تلقیح‌های میکروبی ایجاد کنند. گاهی الیاف پنبه یا کاغذ مایع شده برای محافظت بیشتر از گلوله خاکی در زیستگاه‌های به‌ویژه خشن افزوده می‌شود. این یک تکنیک باستانی است که توسط پیشگام کشاورزی طبیعی ژاپنی ماسانوبو فوکواوکا دوباره کشف شد.

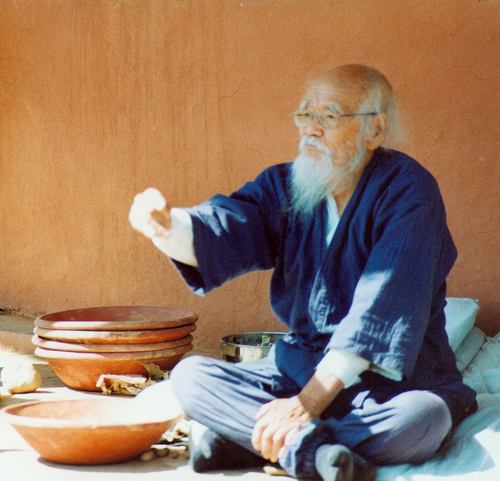
ماسانوبو فوکوئوکا، در حال پرتاب نخستین توپ دانه‌ای در کارگاه ناودانیا، در اکتبر ۲۰۰۲

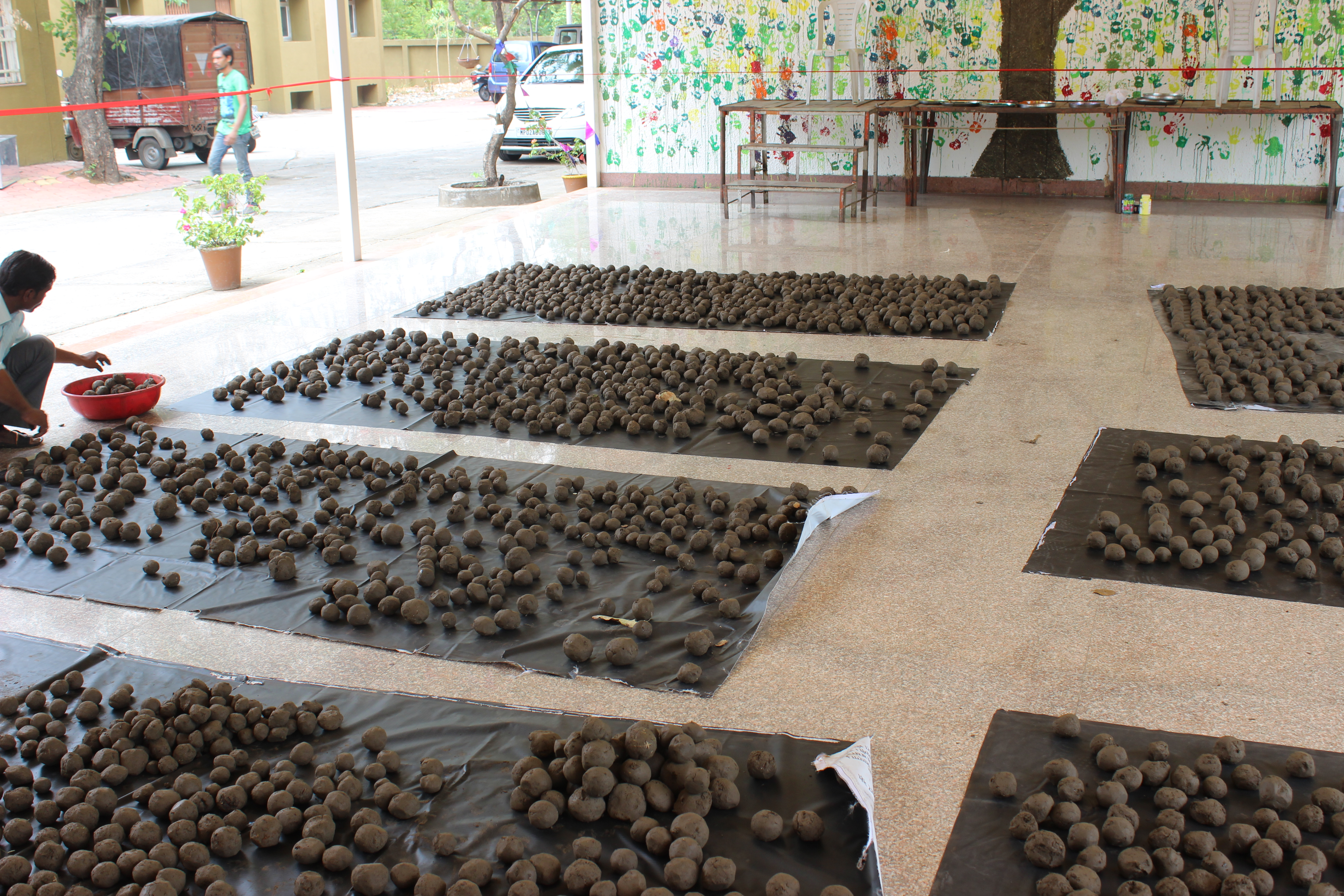
خشک کردن توپ‌های دانه‌ای

برای ساختن یک توپ دانه‌ای، معمولاً حدود پنج پیمانه خاک رس قرمز از نظر حجم با یک پیمانه دانه ترکیب می‌شود. توپ‌ها بین ۱۰ میلی‌متر و ۸۰ میلی‌متر (حدود۱⁄۲ ۳") قطر ساخته می‌شوند. پس از تشکیل توپ‌های دانه‌ای، آنها باید ۲۴ تا ۴۸ ساعت پیش از استفاده خشک شوند.

## بمباران دانه‌ای
بمباران دانه‌ای (Seed bombing) کاری است که با پرتاب یا انداختن توپ‌های دانه‌ای، پوشش گیاهی را به زمین وارد می‌کند. در دانه‌پاشی هوایی نوین به عنوان راهی برای جلوگیری از شکار بذر استفاده می‌شود. همچنین توسط جنبش‌های سبز مانند باغبانی چریکی به عنوان راهی برای معرفی گیاهان جدید به یک محیط رایج شده‌است.